# Местякен (Сату-Маре)
Местякен (рум. Mesteacăn) — село у повіті Сату-Маре в Румунії. Входить до складу комуни Халмеу.
Село розташоване на відстані 456 км на північний захід від Бухареста, 19 км на північний схід від Сату-Маре, 136 км на північ від Клуж-Напоки.

## Населення
За даними перепису населення 2002 року у селі проживали 424 особи, з них 421 особа (99,3%) румунів. Рідною мовою 420 осіб (99,1%) назвали румунську.